# 1968년 아프리칸 챔피언스 클럽컵
1968년 아프리칸 챔피언스 클럽컵(1968 African Cup of Champions Clubs)은 1968년 4월부터 1969년 3월 30일까지 개최된 아프리칸 챔피언스 클럽컵(현재의 CAF 챔피언스리그)의 4번째 대회이다. 콩고 민주 공화국의 TP 앙글베르가 결승전에서 토고의 에투알 필랑트 뒤 토고를 누르고 우승을 차지했다.

## 예비 라운드
| 팀 1           | 합계   | 팀 2              | 1차전 | 2차전 |
| -------------- | ------ | ----------------- | ----- | ----- |
| 에투알 뒤 콩고 | 부전승 | 마이티 블랙풀     | 없음  | 없음  |
| FAR 라바트     | 부전승 | 어거스티니언스 FC | 없음  | 없음  |
| 소말리 폴리스  | 부전승 | 코스모폴리탄스 FC | 없음  | 없음  |
| 세크퇴르 6     | 2-4    | US 와가두구       | 1-1   | 1-3   |

## 1라운드
| 팀 1                  | 합계 | 팀 2                  | 1차전 | 2차전 |
| --------------------- | ---- | --------------------- | ----- | ----- |
| 아발루히아 유나이티드 | 4-2  | 세인트조지 SA         | 1-1   | 3-1   |
| 아프리카 스포르       | 6-41 | TP 앙글베르           | 2-0   | 4-4   |
| 에투알 뒤 콩고        | 4-6  | 오릭스 두알라         | 1-2   | 3-4   |
| FAR 라바트            | 3-0  | 푸아예 프랑스         | 2-0   | 1-0   |
| 마이티 바롤레         | 1-2  | 코나크리 II           | 1-2   | 취소2 |
| 소말리 폴리스         | 2-4  | 알무라다              | 1-1   | 1-3   |
| 스테이셔너리 스토어스 | 4-43 | 에부수아 드워프스     | 3-2   | 1-2   |
| US 와가두구           | 1-6  | 에투알 필랑트 뒤 토고 | 1-4   | 0-2   |

1 아프리카 스포르는 부적격 선수 3명을 출전시킨 사실이 발각되어 실격 처리되었다.
2 마이티 바롤레는 라이베리아 축구 협회가 FIFA로부터 자격 정지 처분을 받으면서 실격 처리되었다.
3 스테이셔너리 스토어스가 추첨을 통해 8강전에 진출했다.

## 8강전
| 팀 1                  | 합계 | 팀 2                  | 1차전 | 2차전 |
| --------------------- | ---- | --------------------- | ----- | ----- |
| 아발루히아 유나이티드 | 4-3  | 알무라다              | 3-0   | 1-3   |
| 에투알 필랑트 뒤 토고 | 3-0  | 코나크리 II           | 3-01  | 취소1 |
| FAR 라바트            | 2-22 | 스테이셔너리 스토어스 | 1-0   | 1-2   |
| TP 앙글베르           | 5-0  | 오릭스 두알라         | 3-0   | 2-0   |

1 에투알 필랑트 뒤 토고와 코나크리 II의 1차전 경기는 후반전 27분에 에투알 필랑트 뒤 토고가 3-0으로 앞서고 있던 상황에서 코나크리 II가 주최 측에 항의를 표시하면서 기권했다. 이에 따라 2차전 경기는 취소되었으며 에투알 필랑트 뒤 토고가 준결승전에 진출하게 되었다.
2 상호 합의에 따라 세네갈 다카르에서 3차전 경기가 진행되었다. 해당 경기는 연장전까지 종료된 상황에서 양 팀이 2-2 동점을 기록하면서 끝났으며 FAR 라바트가 추첨을 통해 준결승전에 진출했다.

## 준결승전
| 팀 1                  | 합계 | 팀 2                  | 1차전 | 2차전 |
| --------------------- | ---- | --------------------- | ----- | ----- |
| 아발루히아 유나이티드 | 2-4  | 에투알 필랑트 뒤 토고 | 2-0   | 0-4   |
| TP 앙글베르           | 4-2  | FAR 라바트            | 1-1   | 3-1   |

## 결승전
| 팀 1        | 합계 | 팀 2                  | 1차전 | 2차전 |
| ----------- | ---- | --------------------- | ----- | ----- |
| TP 앙글베르 | 6-4  | 에투알 필랑트 뒤 토고 | 5-0   | 1-4   |

## 우승
| 1968년 아프리칸 챔피언스 클럽컵 우승 |
| ------------------------------------ |
| TP 앙글베르 2번째 우승               |